# Fränkische Saale
Die Fränkische Saale ist ein nordöstlicher Nebenfluss des Mains im bayerischen Unterfranken. Sie entspringt im Grabfeld nahe Bad Königshofen, verläuft am Südrand der Rhön und mündet in Gemünden als dessen größter rechter Nebenfluss in den Main (FS-km 211,0).
Die in der Region Franken (genauer in Oberfranken) ebenfalls entspringende, längere und dort Sächsische Saale genannte Saale ist die in die Elbe mündende und meistens ohne Namenszusatz versehene Saale.

## Daten
Die etwa rund 140 Kilometer lange Fränkische Saale ist ein karbonatischer Mittelgebirgsfluss erster und zweiter Ordnung. Sie überwindet ungefähr 159 Höhenmeter und hat ein Sohlgefälle von 1,1 Promille. Das Einzugsgebiet der Fränkischen Saale ist gut 2766 Quadratkilometer groß. Der errechnete mittlere Abfluss an der Mündung beträgt 24,2 Kubikmeter pro Sekunde.

## Name

### Etymologie
Erstmals erwähnt wurde die Fränkische Saale im Jahr 716 als super fluvio Sala in pago Salvense (am Fluss Sala im Saalgau). Im Jahr 777 schrieb man in einem Fuldaer Urkundenbuch: in pago Salecgauio super fluvio Sala. Der Flussname wird auf indogermanisch Sal, was Salz bedeutet, oder auch Salā, für fließendes Wasser, zurückgeführt. Diese Namenswurzel lässt sich schon bei dem griechischen Geografen Strabon (etwa 63 v. Chr. bis 23 n. Chr.) belegen. Der Fluss gab dem Ort Saal an der Saale seinen Namen. Er wird im Volksmund auch „Dachrinne der Rhön“ genannt.

### Frühere Schreibweisen
Frühere Schreibweisen des Ortes aus diversen historischen Karten und Urkunden:
- 716 „Sala“
- 1226 „Salam“
- 1328 „Sale“
- 1350 „Sal“
- 1743 „Saale“
- 1832 „Fränkische Saale“

## Geographie

### Quellbäche

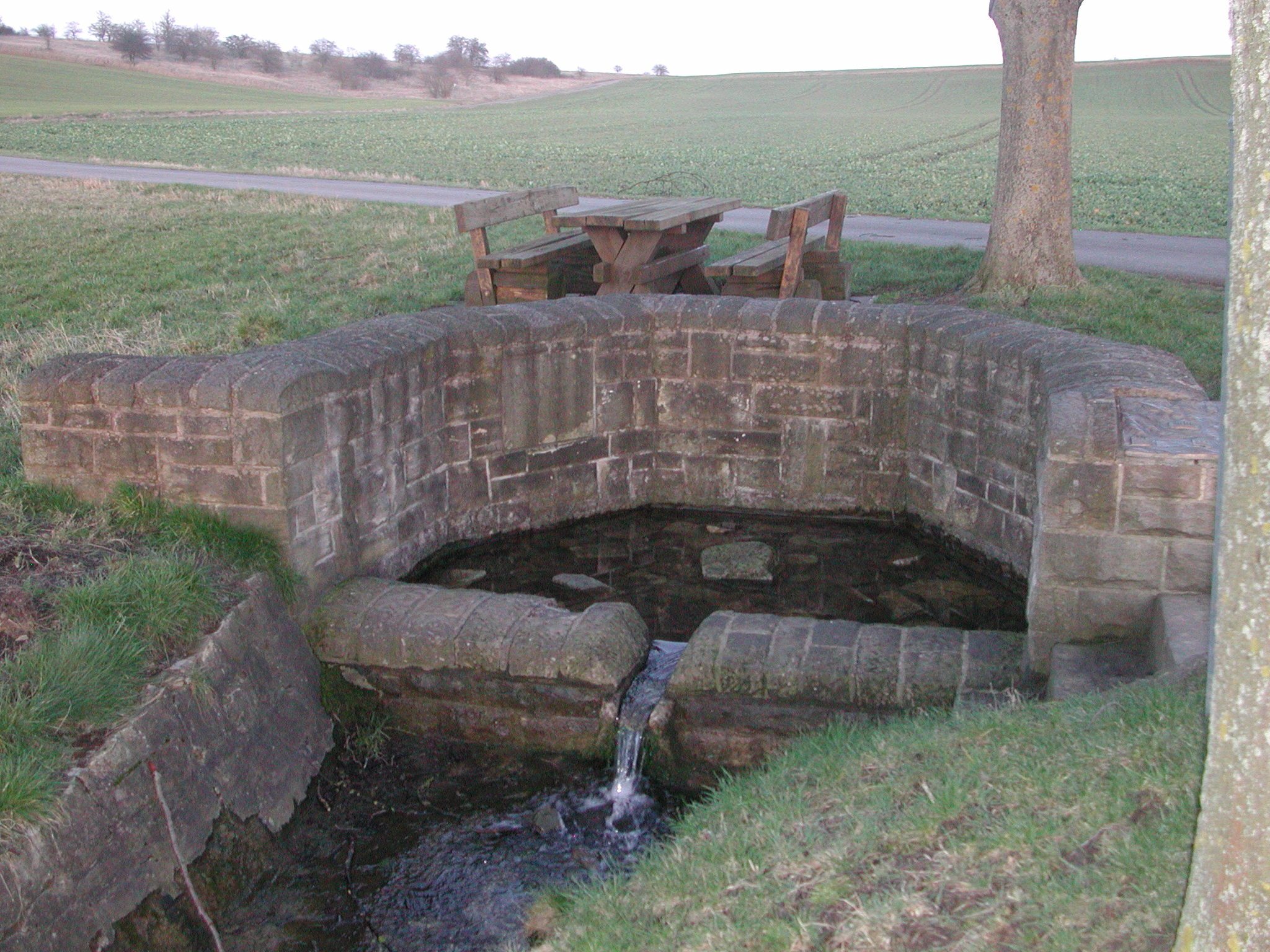
Die nördliche Quelle der Fränkischen Saale bei Alsleben

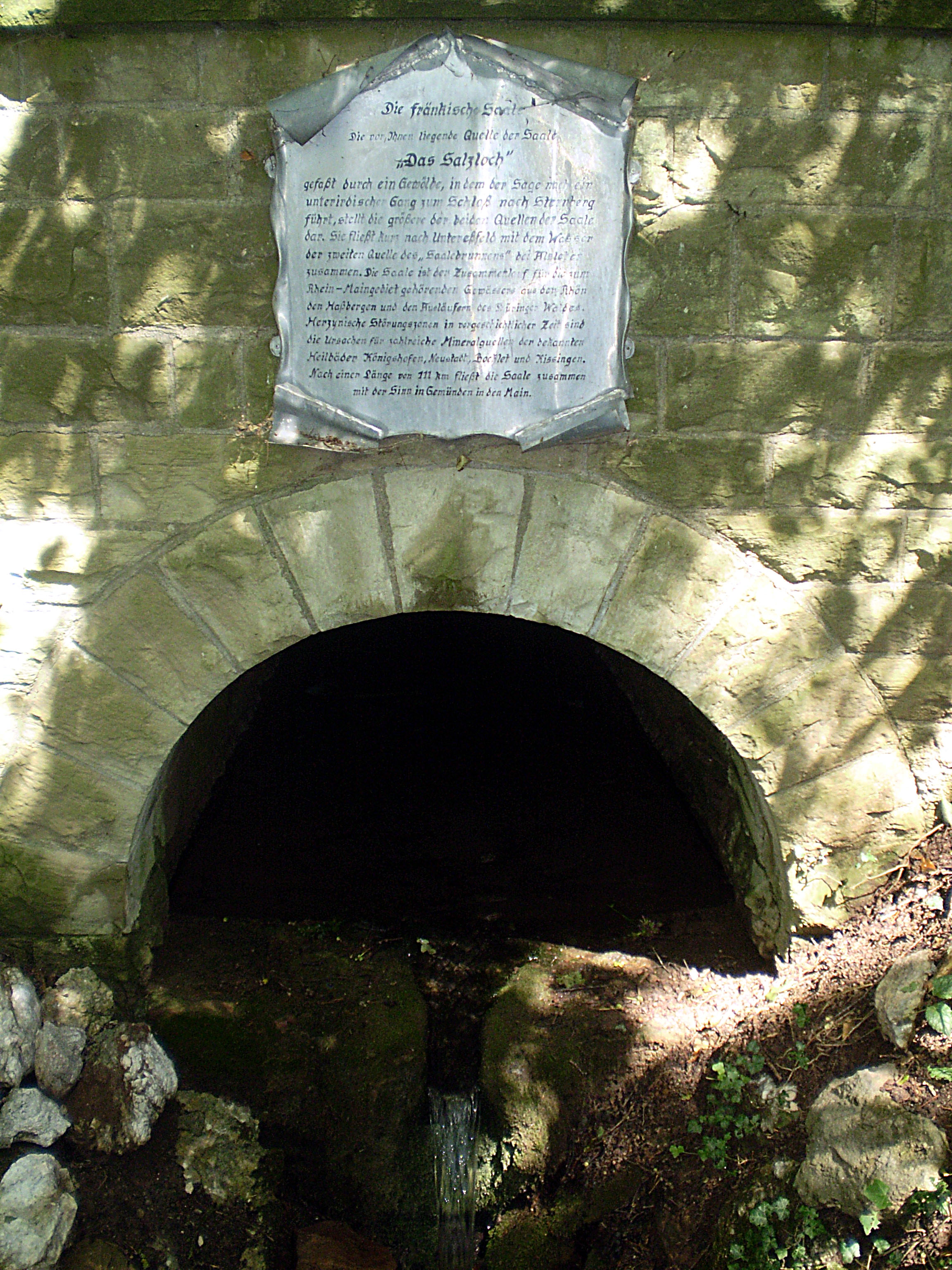
Südliche Saalequelle bei Obereßfeld

Die Fränkische Saale entsteht im Grabfeld nahe der Haßberge, östlich bzw. südöstlich von Bad Königshofen aus zwei etwa gleich großen, 3,9 km langen Quellbächen:
- Ihr rechter und nördlicher Quellbach entspringt dem Saalbrunnen (nicht zu verwechseln mit dem ebenfalls in Franken liegenden Saalbrunnen), ungefähr 1,7 Kilometer östlich von Alsleben, einem Ortsteil von Trappstadt. Die gefasste Quelle liegt auf freiem Feld, weniger als 500 m von der Grenze zu Thüringen entfernt, etwas abseits der Kreisstraße NES 45, die nach Gompertshausen führt. Auf 313 m ü. NHN entspringt dort unterhalb des Kapellenberges (390 m ü. NHN) die junge Fränkische Saale.

Die erste Quellfassung aus Sandstein der 1940er Jahre wurde 1973 umgestaltet und erhielt 1985 ihr heutiges repräsentatives Aussehen. Eine Bronzetafel von Erich Husemann aus Trappstadt weist seit 1987 auf die Bedeutung der Fränkischen Saale hin. Der Quellbach fließt in südwestliche Richtung durch Alsleben, nimmt dort den Fleusengraben auf und vereinigt sich nördlich von Bad Königshofen-Untereßfeld mit dem linken Quellbach.
- Wenige Kilometer südlich, nahe der Heckenmühle bei Obereßfeld, Gemeinde Sulzdorf an der Lederhecke, entspringt der südliche Quellbach dem Salzloch. Diese Quelle schüttet stärker als der Saalbrunnen, liegt auf etwa 320 m ü. NHN und wurde ebenfalls gefasst.
Der dort entspringende Saalegraben trägt bis zum Zusammenfluss mit dem nördlichen Quellbach auch den Namen Dagigbach. Er verläuft durch das Dorf Obereßfeld, wo der Klausgrundgraben mündet. Begleitet von der Bundesstraße 279 fließt der Saalegraben durch Untereßfeld und nimmt diesmal von rechts an der Lustmühle den Heilbruchgraben auf. Danach trifft er südöstlich von Bad Königshofen auf den nördlichen Quellbach.[1] Direkt am Zusammenfluss wurde eine Informationstafel aufgestellt.

### Verlauf

#### Oberlauf

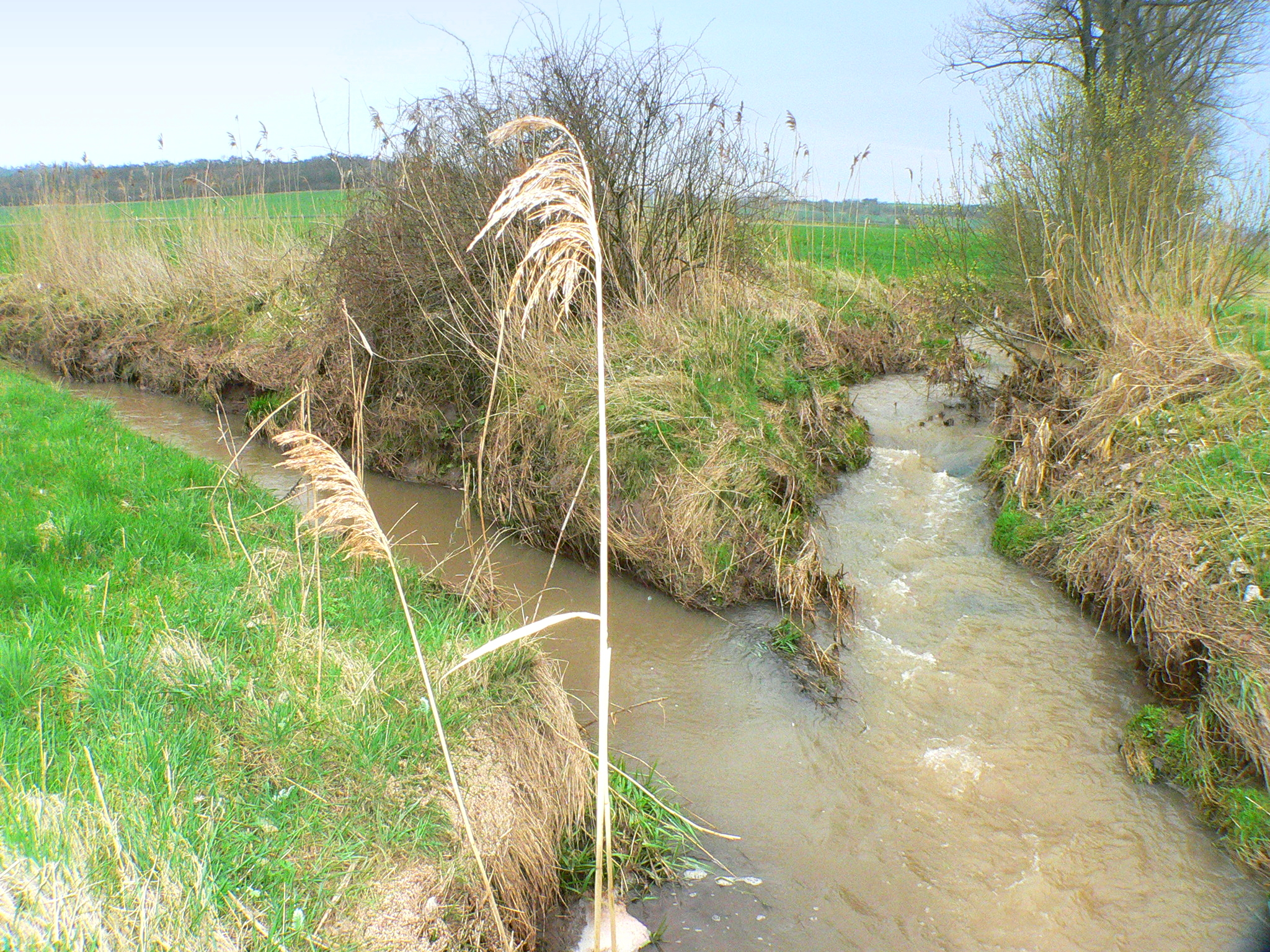
Zusammenfluss der beiden Quellbäche bei Untereßfeld

Vom Zusammenfluss der beiden Quellbäche fließt die junge Fränkische Saale zunächst nach Nordwesten, vorbei an Riedmühle und Aumühle nach Bad Königshofen. Dort mündet ihr der Weißbach zu und sie unterquert die Bundesstraße 279. Danach erreicht sie das Gemeindegebiet von Großeibstadt, wo sie vom Haubach verstärkt wird. Im folgenden Dorf Kleineibstadt fließt die Barget von links zu. Anschließend verläuft der Fluss nach Saal, wo er nach etwa 23 Kilometern auf die in Thüringen in den Gleichbergen entspringende, rund 37 km lange und wasserreichere Milz trifft. Der gesamte Lauf der Fränkischen Saale hat über die Milz den längsten Fließweg, weshalb sie der hydrographische Oberlauf des Flusses ist.
Darauf folgend fließt die Fränkische Saale um den Findelberg 268 m ü. NHN, an dessen Hängen die Wallfahrtskirche Mariä Heimsuchung steht. Sie verläuft danach durch Wülfershausen und in einigen Schleifen unter der Saaletalbrücke der A 71 hindurch, vorbei an Hollstadt nach Heustreu. Dort mündet der aus den nördlichsten Gebieten Bayerns kommende, deutlich längere und größere Fluss Streu in die Fränkische Saale, dessen Fließrichtung sie nach Südwesten bis zur Mündung in den Main fortsetzt. Die Streu führt an ihrer Mündung im Mittel mehr als doppelt so viel Wasser und ist also hydrologisch gesehen der Oberlauf der Fränkischen Saale (siehe Hydrologischer Hauptstrang der Fränkischen Saale). Im 17. Jahrhundert gab es Pläne, beide Flüsse für den nicht verwirklichten Main-Werra-Kanal zu nutzen.
Hinter Heustreu gelangt der Fluss auf das Stadtgebiet von Bad Neustadt, wo er sich an zwei Stellen teilt. Die in Fließrichtung gesehen linken Arme sind Mühlbäche, die zum Betreiben mehrerer Wassermühlen in den Stadtteilen Herschfeld und Bad Neuhaus angelegt wurden. In der Nähe der Altstadt wird die Fränkische Saale von der Brend verstärkt. Vorbei am Dorf Salz verläuft sie durch das Naturschutzgebiet Saalewiesen nach Niederlauer. Dort mündet ihr der einzige größere Nebenfluss von links zu, die in den Haßbergen entspringende Lauer.

#### Mittellauf

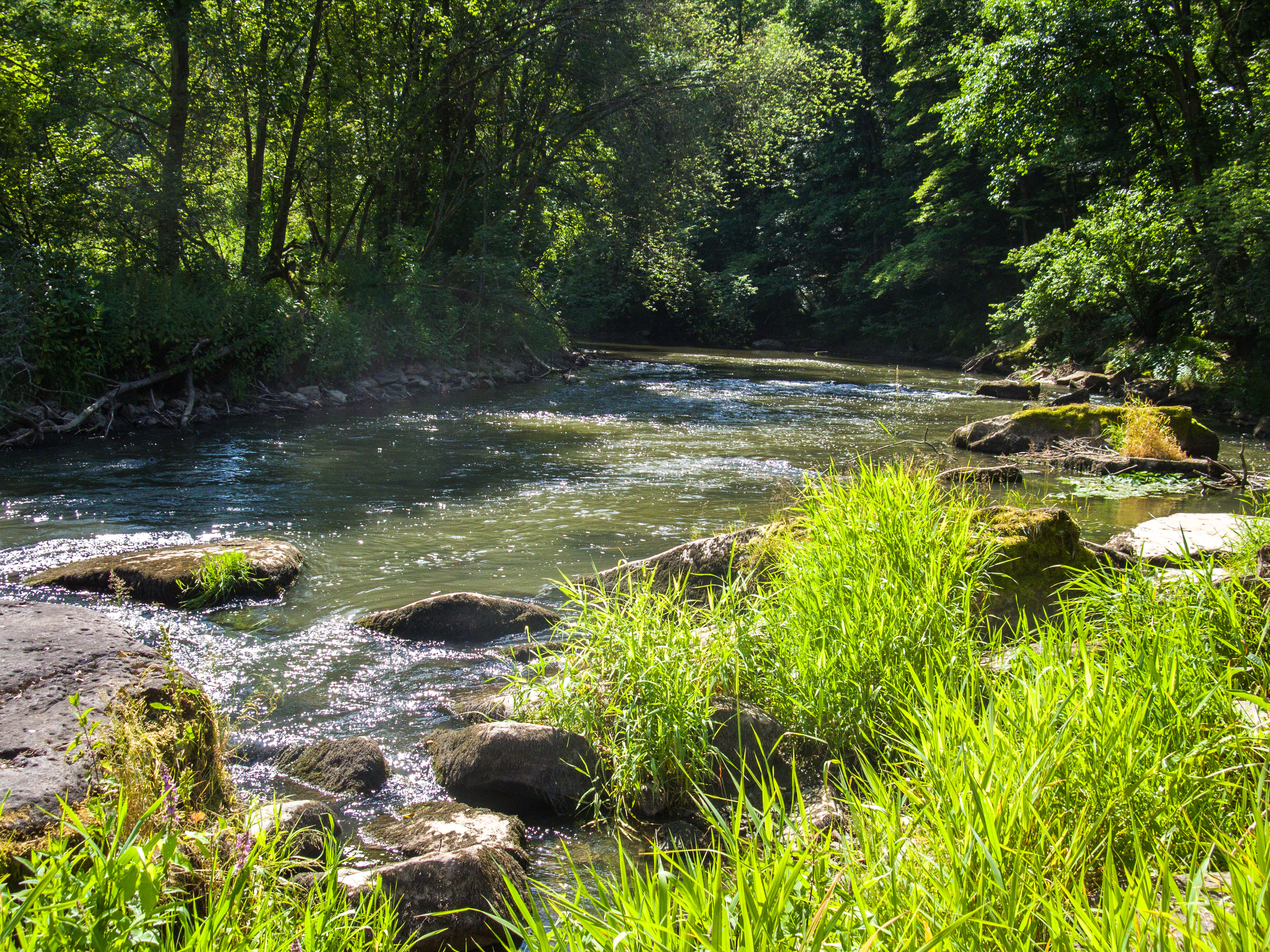
Die Fränkische Saale westlich von Arnshausen

Das Saaletal wird von dort an enger und das gemeindefreie Gebiet Steinacher Forst reicht bis an den Fluss. Er mäandriert nun am Südostrand der Rhön durch Ober- und Unterebersbach. Er überquert die Grenze zum Landkreis Bad Kissingen, fließt auf das Gebiet der Marktgemeinde Bad Bocklet und passiert die Ortsteile Nickersfelden, Roth an der Saale sowie Steinach. Südöstlich des Dorfes mündet die Premich zu. Im weiteren Verlauf zieht die Fränkische Saale an dem Dorf Hohn und dem Kernort vorbei. In Bad Bocklet fließt sie am Rande des Kurgartens. Bevor sie bei Großenbrach eine große Schleife fließt, nimmt sie bei der Ortschaft Aschach den Zufluss Aschach auf und erreicht danach das Stadtgebiet von Bad Kissingen.
Dort wird das Tal weiter und der Fluss fließt durch die Stadtteile Kleinbrach, Hausen zur Saline Kissingen (Obere und Untere Saline). Am linken Ufer verläuft die Salinenpromenade durch den Kurpark. Die Fränkische Saale wird in Bad Kissingen von der Saline bis zum Rosengarten mit Dampfschiffen befahren. Vorbei an der Altstadt und dem Luitpoldpark wird der Fluss von der B 287 und ab Arnshausen von der Saaletalbahn im wieder enger werdenden Tal begleitet. An den linken Hängen stehen die Ruinen Botenlauben und Eiringsburg. Anschließend überquert er die Grenze nach Euerdorf und zieht eine Schleife durch Aura an der Saale nach Elfershausen. Über der Fränkischen Saale steht die Trimburg im Ortsteil Trimberg. Die Saaletalbahn wechselt dort mehrere Male die Flussseite. Etwas weiter flussabwärts, in der Nähe der Saalmühle, quert die A 7 über die Saaletalbrücke das Gewässer.

#### Unterlauf

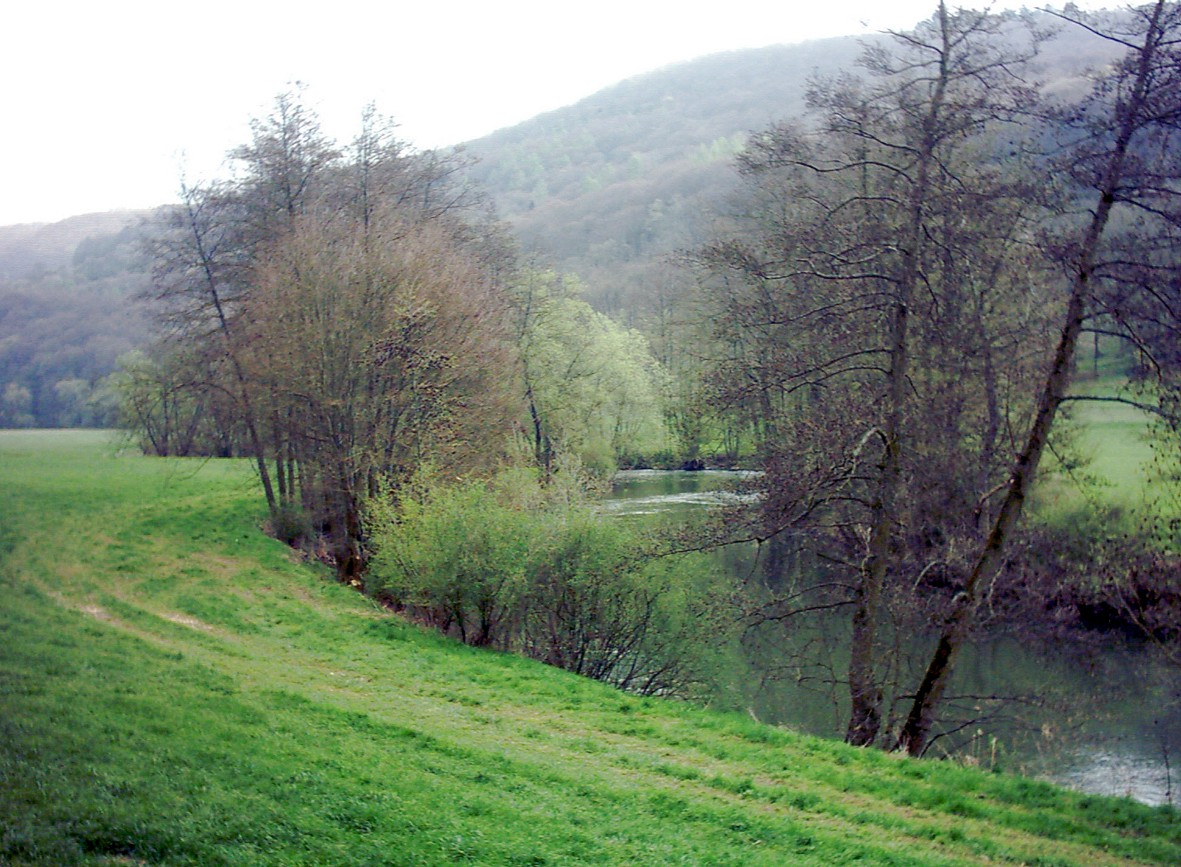
Die Fränkische Saale bei Morlesau

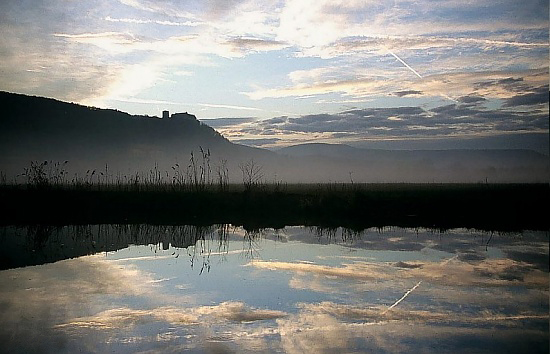
Fränkische Saale mit Schloss Saaleck bei Hammelburg

Die Fränkische Saale gelangt anschließend auf das Gebiet der Kleinstadt Hammelburg, wo sich das Tal wieder weitet. Sie fließt an der Erdfunkstelle bei Fuchsstadt vorbei und passiert die Hammelburger Stadtteile Westheim und Pfaffenhausen. Gegenüber dem Schloss Saaleck mündet die Thulba und die B 287 verlässt bei Untereschenbach das Saaletal. Hinter Diebach liegt eine Exklave von Wartmannsroth, die Neumühle am Fluss. Das Tal verengt sich erneut und die Fränkische Saale fließt parallel zur Saaletalbahn durch Morlesau in den Landkreis Main-Spessart nach Gräfendorf.
Das Gewässer schlängelt sich sehr naturbelassen, vorbei an der Roßmühle und durch Michelau, zum Kernort Gräfendorf. Gegenüber von Hurzfurt mündet der Waizenbach, dessen Zufluss Eidenbach in einem Seitental den Tretstein-Wasserfall herabstürzt. Nachfolgend fließt die Schondra in der Nähe des Steinpfeilers, der nie fertiggestellten Reichsautobahn Strecke 46 in den Fluss.
Die Fränkische Saale fließt anschließend durch die Gemeindeteile Schonderfeld und Wolfsmünster, bevor sie das Stadtgebiet von Gemünden am Main erreicht. Direkt am Fluss steht dort das Kloster Schönau. Im Siedlungsgebiet von Gemünden teilt sich die Fränkische Saale. Der linke, Mühlbach genannte Flussarm, verläuft entlang der Altstadt. Der rechte Lauf nimmt den größten Nebenfluss, die vom Spessart herabfließende Sinn, auf und mündet 700 Meter weiter mit einer mittleren Wasserführung von rund 24 m³/s in den Main.

### Nebenflüsse

#### Graphische Übersichten
Das Flusssystem der Fränkischen Saale wird insbesondere von acht Haupt-Nebenflüssen geprägt, von denen nur einer von links einmündet.

#### Tabellarische Übersicht
Nebenflüsse der Fränkischen Saale mit einem Einzugsgebiet von mindestens 15 km². Zum Vergleich auch die Werte der Saale selbst
| Name             | Seite  | Länge [km] | EZG [km²] | Abfluss (MQ) [l/s]  | Mündung [auf FS-km] | Mündungsort                        | Mündungshöhe m. ü. NHN | GKZ      |
| ---------------- | ------ | ---------- | --------- | ------------------- | ------------------- | ---------------------------------- | ---------------------- | -------- |
| Saalegraben      | links  | 003,90     | 0015,20   |                     | 005,90              | Bad Königshofen-Untereßfeld        | 284                    | 244-111? |
| Weißbach         | rechts | 010,76     | 0026,26   |                     | 009,77              | Bad Königshofen                    | 272                    | 244-112  |
| Haubach          | rechts | 010,14     | 0029,41   |                     | 015,24              | Großeibstadt                       | 266                    | 244-114  |
| Barget           | links  | 009,38     | 0025,10   |                     | 019,67              | Kleineibstadt                      | 259                    | 244-116  |
| Albach           | links  | 007,26     | 0017,40   |                     | 020,25              | unterhalb Kleineibstadts           | 257                    | 244-118  |
| Milz             | rechts | 036,44     | 0186,07   | 01090 0(158,17 km²) | 023,63              | Saal an der Saale                  | 251                    | 244-12   |
| Dippbach         | rechts | 006,90     | 0015,21   |                     | 031,91              | oberhalb Hollstadts                | 239                    | 244-196  |
| Streu            | rechts | 041,86     | 0447,86   | 03690 0(434,68 km²) | 038,23              | Heustreu                           | 231                    | 244-2    |
| Brend            | rechts | 029,72     | 0140,07   | 01580 0(111,11 km²) | 042,75              | Bad Neustadt an der Saale          | 227                    | 244-32   |
| Lauer            | links  | 033,24     | 0298,49   | 01610 0(258,65 km²) | 047,56              | Niederlauer                        | 224                    | 244-4    |
| Premich          | rechts | 018,37     | 0093,88   |                     | 058,97              | bei Steinach                       | 213                    | 244-52   |
| Aschach          | rechts | 012,32     | 0039,98   |                     | 068,06              | Aschach                            | 207                    | 244-532  |
| Nüdlinger Bach   | links  | 006,13     | 0025,97   |                     | 075,56              | Bad Kissingen-Hausen               | 201                    | 244-534  |
| Lollbach         | links  | 007,06     | 0026,35   |                     | 084,23              | westlich Bad Kissingen-Arnshausens | 194                    | 244-536  |
| Sulzbach         | links  | 003,20     | 0015,20   |                     | 088,80              | Euerdorf                           | 189                    | 244-539? |
| Thulba           | rechts | 032,11     | 0139,88   | 00806 00(77,98 km²) | 111,94              | Hammelburg                         | 175                    | 244-54   |
| Klingenbach      | rechts | 006,19     | 0019,62   |                     | 115,69              | Hammelburg-Diebach                 | 172                    | 244-592  |
| Waizenbach       | rechts | 007,08     | 0023,47   |                     | 127,72              | oberhalb Gräfendorfs               | 165                    | 244-594  |
| Schondra         | rechts | 031,30     | 0164,27   |                     | 128,75              | Gräfendorf                         | 161                    | 244-6    |
| Sinn             | rechts | 069,38     | 0622,57   | 05910 0(463,63 km²) | 139,29              | Gemünden am Main                   | 153                    | 244-8    |
| Fränkische Saale | n. a.  | 139,99     | 2766,45   | 24200 (2766,45 km²) | 211,00              | Gemünden                           | 152                    | 244      |

Eine umfassendere Aufstellung, die auch kleine Zuflüsse enthält, findet sich in der Liste von Zuflüssen der Fränkischen Saale.

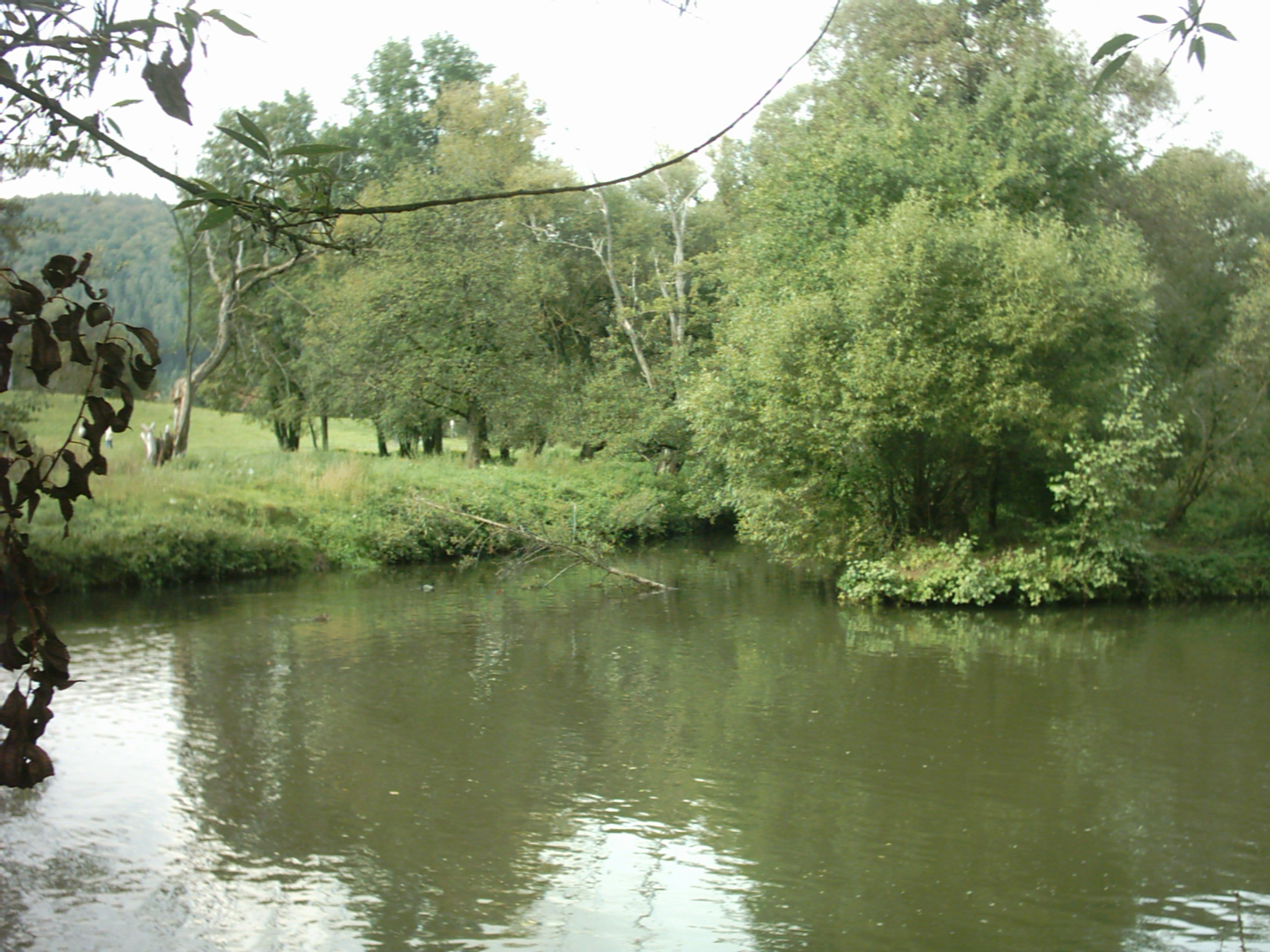
Mündung der Sinn in die Fränkische Saale

#### Hydrologischer Hauptstrang

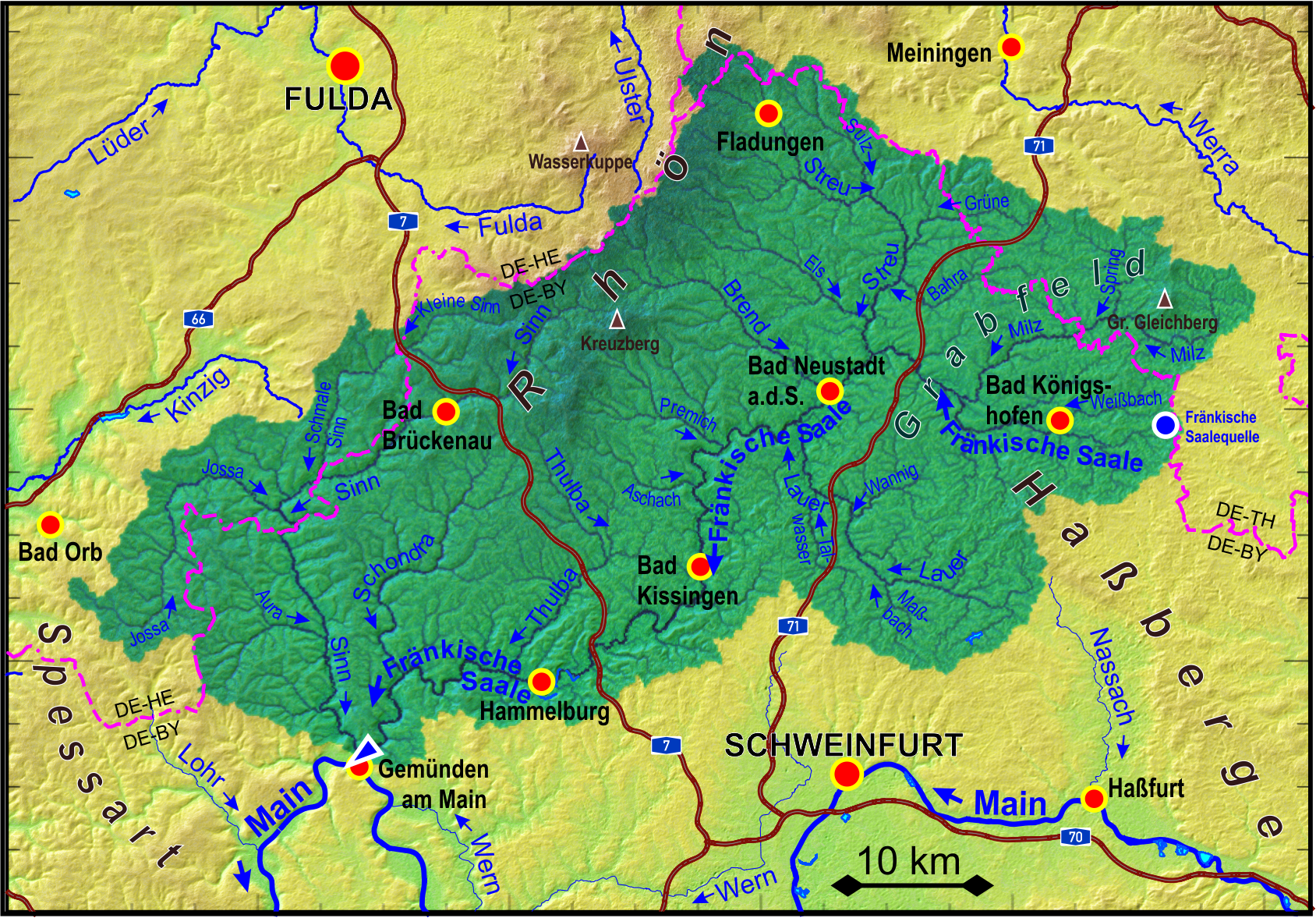
Einzugsgebiet der Fränkischen Saale

Die Fränkische Saale ist an ihrem Oberlauf in hydrologischer Sicht nicht der Hauptstrang des nach ihr benannten Flusssystems. Am Zufluss der Milz auf dem Oberlauf bei Saal an der Saale übertrifft diese nach zwei der drei üblichen Kriterien, nämlich Abfluss und Einzugsgebiet, den Lauf der Fränkischen Saale bis dorthin, der jedoch merklich länger ist.
Dieselbe Situation tritt weiter abwärts noch einmal am Zufluss der Streu bei Heustreu auf, die ebenfalls mehr Wasser aus einem größeren Einzugsgebiet heranführt als die Fränkische Saale bis dorthin – und überdies sogar auch noch länger ist, jedenfalls wenn man die Fränkische Saale nicht, nach dem Vorgenannten „korrigierend“, am Milzursprung beginnen lässt.
Sehr kurz vor der Mündung in Gemünden am Main läuft mit der Sinn ein weiterer bedeutender Nebenfluss zu, der zwar sowohl wasserärmer, eingebietsärmer und auch kürzer ist als die Saale bis dorthin, jedoch ihren Durchfluss um wohl über 40 % erhöht.
Eine Landkarte von 1621 sah die Streu – mit der Beschriftung Straÿ Flu (‚Streu-Fluss‘) bis nach Gemünden – noch als Hauptstrang des Flusssystems an.
Näheres zeigt die folgende Tabelle. Die Pegel stehen jedoch alle merklich oberhalb der relevanten Zusammenflüsse, weshalb sie jeweils nur einen Teil des Abflusses des relevanten Einzugsgebiets erfassen. Insbesondere hat der Pegel an der Fränkischen Saale oberhalb der Streu nur etwa 55 % des Teileinzugsgebietes bis zum Streu-Zufluss im Rücken, jener der Sinn nur rund drei Viertel ihres Einzugsgebiets.
| Name                            | Länge [km] | Länge mit längstem Oberlauf [km] | EZG vor Pegel [km²] | Abfluss (MQ) am Pegel [l/s] | EZG [km²] | Abfluss (MQ); Ges.-EZG [l/s] | GKZ       |
| ------------------------------- | ---------- | -------------------------------- | ------------------- | --------------------------- | --------- | ---------------------------- | --------- |
| Fränkische Saale oberhalb Milz  | 023,630    | 023,630                          | 0075,940            | 00.411                      | 0182,490  | ~00.000                      | 244-11    |
| Milz                            | 036,440    | 036,440                          | 0158,170            | 01.090                      | 0186,070  | ~00.000                      | 244-12    |
| Fränkische Saale oberhalb Streu | 038,230    | 051,040                          | 0234,110            | 01.501                      | 0424,340  | ~00.000                      | 244-1     |
| Streu                           | 041,860    | 041,860                          | 0434,680            | 03.690                      | 0447,860  | ~00.000                      | 244-2     |
| Fränkische Saale oberhalb Sinn  | 139,290    | 139,290                          | 2120,890            | 16.300                      | 2143,670  | ~16.500                      | 244-[1…7] |
| Sinn                            | 069,380    | 000,000                          | 0463,630            | 05.910                      | 0622,570  | ~07.055                      | 244-8     |

### Flusssystem
- Liste der Fließgewässer im Flusssystem Fränkische Saale
- Liste der Nebenflüsse des Mains

### Orte am Lauf
Orte am Lauf der Fränkischen Saale mit Zugehörigkeiten, in der Reihenfolge der Erstberührung.
| Landkreis     | Kommune                             | Orte |
| ------------- | ----------------------------------- | --- |
| Rhön-Grabfeld | Markt Trappstadt                    | Alsleben (Pfarrdorf, überwiegend rechts) |
| Rhön-Grabfeld | Stadt Bad Königshofen im Grabfeld   | Riedmühle (Einöde, rechts) – Aumühle (Einöde, links) – Bad Königshofen (Hauptort, überwiegend rechts) – Spitalmühle (Einöde, links)                                                                                                   |
| Rhön-Grabfeld | Gemeinde Großeibstadt               | Gabelsmühle (Einöde, links) – Großeibstadt (Pfarrdorf, fast nur rechts) – Neumühle (Einöde, links) – Schlossmühle (links) – Kleineibstadt (Kirchdorf, überwiegend links) – Fürstenmühle (Einöde, links)                               |
| Rhön-Grabfeld | Markt Saal an der Saale             | Obere Mühle (links) – Saal an der Saale (Hauptort, links) |
| Rhön-Grabfeld | Gemeinde Wülfershausen an der Saale | Findelmühle (Einöde, rechts) – Wülfershausen an der Saale (Kirchdorf, überwiegend links) |
| Rhön-Grabfeld | Gemeinde Hollstadt                  | Neumühle (Einöde, rechts) – Herrnmühle (Einöde, rechts) – Hollstadt (Pfarrdorf, rechts) |
| Rhön-Grabfeld | Gemeinde Heustreu                   | Heustreu (Pfarrdorf, rechts am Hang) |
| Rhön-Grabfeld | Stadt Bad Neustadt an der Saale     | Herschfeld (Pfarrdorf, links) – Bad Neustadt an der Saale (Hauptort, rechts) – Bad Neuhaus (Stadtteil, links) – Mühlbach (Pfarrdorf, links)                                                                                           |
| Rhön-Grabfeld | Gemeinde Salz                       | Salz (Pfarrdorf, links) – Oberebersbach (Dorf, links) – Unterebersbach (Pfarrdorf, rechts) |
| Rhön-Grabfeld | Gemeinde Niederlauer                | Niederlauer (Pfarrdorf, links am Hang) |
| Bad Kissingen | Markt Bad Bocklet                   | Nickersfelden (Dorf, rechts) ― Roth an der Saale (Dorf, links) ― Steinach (ehem. Markt, rechts) |
| Rhön-Grabfeld | Gemeinde Niederlauer                | (links, ohne Besiedlung am Lauf) |
| Bad Kissingen | Markt Bad Bocklet                   | Hohn (Dorf, rechts) ― Bad Bocklet (Hauptort, links) – Aschach (ehem. Markt, rechts) – Großenbrach (Dorf, links) |
| Bad Kissingen | Große Kreisstadt Bad Kissingen      | Kleinbrach (Kirchdorf, rechts) – Hausen (Pfarrdorf, links) – Altenburgerhaus (Einöde, rechts) – Obere Saline (links) – Steinhof (Weiler, links) – Saline Kissingen (Dorf, links) – Waldeck (rechts) – Bad Kissingen (Hauptort)        |
| Bad Kissingen | Markt Euerdorf                      | Euerdorf (Hauptort) |
| Bad Kissingen | Gemeinde Aura an der Saale          | Aura an der Saale (Pfarrdorf, überwiegend links) |
| Bad Kissingen | Markt Elfershausen                  | Trimburg (Burg, links auf Nebentalsporn) – Trimberg (Kirchdorf, links) – Elfershausen (Hauptort, fast nur rechts) – Saalmühle (rechts) – Langendorf (Pfarrdorf, links) – Westheimer Mühle (links)                                     |
| Bad Kissingen | Stadt Hammelburg                    | Westheim (Kirchdorf, rechts) |
| Bad Kissingen | Fuchsstadt                          | (links, ohne Besiedlung am Lauf) |
| Bad Kissingen | Stadt Hammelburg                    | Hammelburg (Hauptort, rechts) – Pfaffenhausen (Kirchdorf, links) – Altstadt (Kloster, links) ― Saaleck (Schloss, links auf Bergsporn) ― Untereschenbach (Kirchdorf, links) – Diebach (Pfarrdorf, rechts)                              |
| Bad Kissingen | Gemeinde Wartmannsroth              | Neumühle (Einöde in Gemeindeexklave, rechts) |
| Bad Kissingen | Stadt Hammelburg                    | Morlesau (Kirchdorf, rechts) |
| Main-Spessart | Gemeinde Gräfendorf                 | Roßmühle (rechts) – Michelau an der Saale (Kirchdorf, links) – Hurzfurt (Einöde, links) – Gräfendorf (Pfarrdorf, rechts) – Seewiese (Einöde, rechts) – Schonderfeld (Kirchdorf, links) – Wolfsmünster (Pfarrdorf, überwiegend rechts) |
| Main-Spessart | Stadt Gemünden am Main              | Schönau (Kirchdorf, links) – Gemünden am Main (Hauptort) |

## Hydrologie

### Hochwasser
Besonders betroffen von regelmäßigen Überschwemmungen der saalenahen Ortskerne sind Bad Kissingen, Westheim, Diebach, Gräfendorf, Wolfsmünster und Gemünden, wie die Hochwassermarken an historischen Gebäuden bezeugen. Bad Kissingen erlebt nicht selten Überschwemmungen mehrmals in einem Jahr. Jedoch sind im historischen Stadtkern Flutschutzmaßnahmen durch den Bau von Wehren und Schutzplanken durchgeführt worden.

### Pegelmessungen
Pegelmessungen finden in Bad Königshofen, Bad Neustadt/Salz, Bad Kissingen (Pegel Prinzregentenbau, Pegel Golfplatz) und Wolfsmünster statt. Die Messstände werden durch das Wasserwirtschaftsamt Schweinfurt veröffentlicht.

## Natur und Umwelt

### Ökologie
Die Fränkische Saale wurde jahrhundertelang von Menschen im Interesse einer intensiveren Nutzung des Saaletals umgestaltet. Der Flusslauf wurde begradigt, indem Mäanderbögen durchstochen wurden. Die Breite des Flusses wurde auf weiten Strecken vereinheitlicht. Auwälder wurden gerodet und die Ufer befestigt, Wassermühlen, kleine Wasserkraftwerke und Stauwehre wurden errichtet, ehemalige Überschwemmungszonen bebaut.
All dies hat die ökologische Funktionsfähigkeit des Flusses stark beeinträchtigt. Uferverbau und Wehre verändern die Fließgeschwindigkeit und Durchgängigkeit, zerstören die Einheit von Fluss und Aue und begünstigen verheerende Hochwasser. Seit einigen Jahren wird im Rahmen von Projekten des Wasserwirtschaftsamts Schweinfurt versucht, durch Rückbau von Uferbefestigungen, Bachumgehungen von Wehren und Aufforstung von Auwäldern der Fränkischen Saale ihre alte ökologische Funktion zum Teil zurückzugeben.

### Fauna
In der Fränkischen Saale kommen Aal, Aitel, Aland, Äsche, Bachforelle, Bachschmerle, Barbe, Bitterling, Brachse, Elritze, Flussbarsch, Gründling, Hasel, Hecht, Kaulbarsch, Mühlkoppe, Nase, Rotauge, Rotfeder, Rutte und Spiegelkarpfen, sowie vereinzelt auch der Signalkrebs vor.

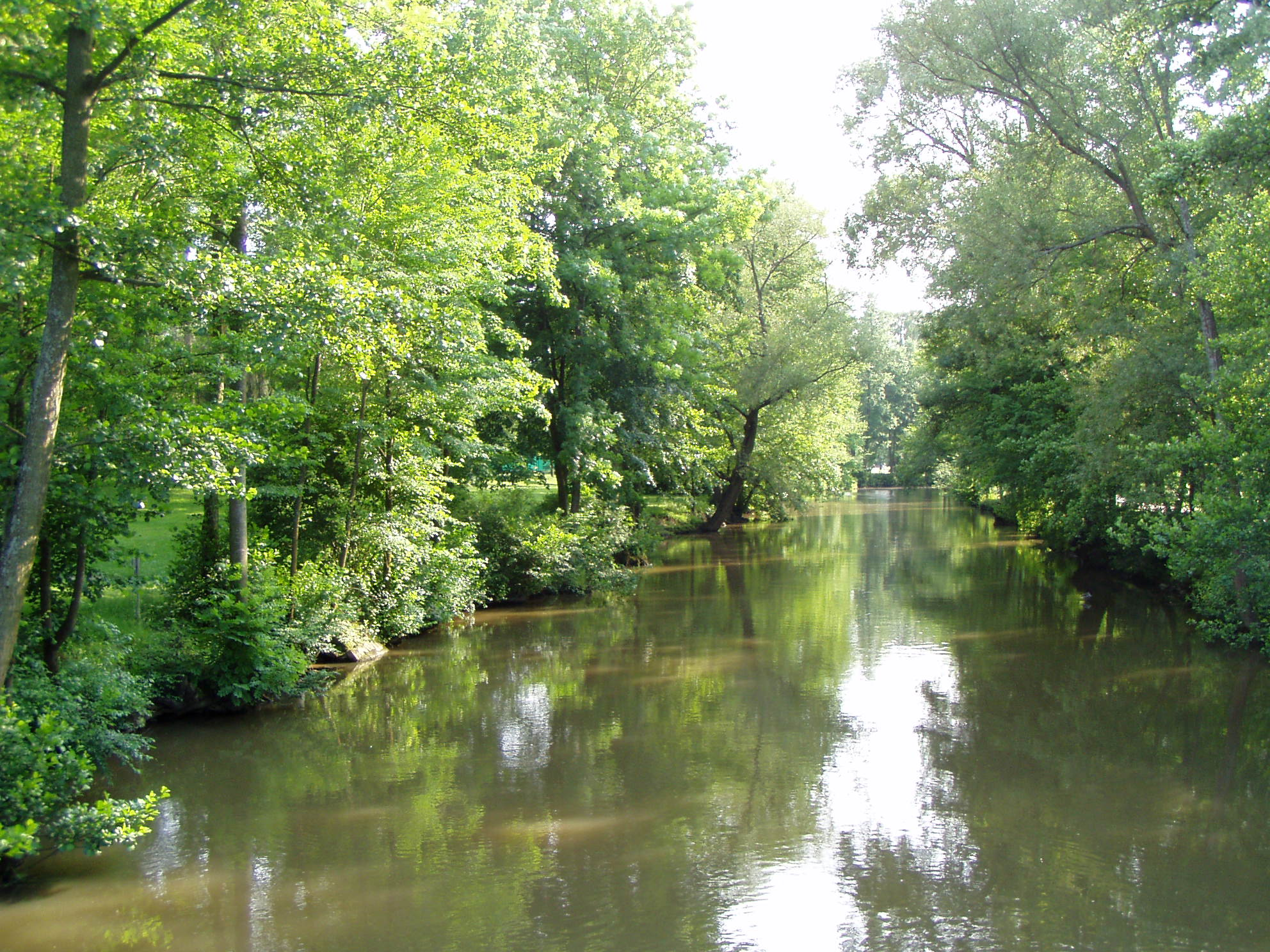
Fränkische Saale in Bad Kissingen (Kurpark)

## Geschichte

### Frühe Schifffahrt
Bis ins 14. Jahrhundert führten die Fränkische Saale und ihre Zuflüsse deutlich mehr Wasser als heute, da damals die Höhen ihres Zuflussgebiets wie Rhön und Grabfeld dichter von Laubwäldern bestanden waren und die humosen Böden Niederschlags- und Bodenwasser gleichmäßiger abgeben konnten. Der normale Wasserstand der Saale entsprach einem durchschnittlichen Hochwasser heutiger Zeit, sodass die Uferlandschaften nass bis sumpfig waren. Bis auf Treidelpfade waren die Saaleauen und -wiesen kaum passierbar. Es war unmöglich, mit Fuhrwerken oder gepanzerten Reitern außerhalb fester Wege zu verkehren. Erschwerend kam hinzu, dass der Fluss nicht an beliebiger Stelle überquert werden konnte. Es gab nur wenige Brücken und Furten. Dass die Fränkische Saale schon 790 schiffbar gewesen sein muss, belegt eine Eintragung Einhards in die Reichsannalen aus diesem Jahr. Wie der Schreiber Karls des Großen vermerkte, „(...) fuhr der König (Karl) zu Schiff auf dem Rhein hinauf nach dem Palast, den er zu Salz in Deutschland, an der Fränkischen Saale erbaut hatte und kehrte dann wieder auf demselben Fluss zu Tal nach Worms zurück...“. Karl der Große hatte bereits 777 seinen saalfränkischen Besitz Hammelburg und die gesamte Gemarkung dem Kloster Fulda übereignet, dem es dadurch möglich war, an der Furt bei Hammelburg den Schiffsverkehr zwischen Orten oberhalb und unterhalb der Stadt zu unterbinden oder Zölle zu erheben.

### Schifffahrt heute
Seit 1878 gibt es auf der Saale Dampfschiffe. Die Saaleschifffahrt GmbH besitzt heute noch zwei mundartlich „Dampferle“ genannte Schiffe, die unter der Woche alle 40 Minuten und am Wochenende alle 20 Minuten in Bad Kissingen zwischen dem Rosengarten und der Saline verkehren. Die Namen der heute von Dieselmotoren angetriebenen Schiffe sind Kissingen (Baujahr 1926) und Saline (Baujahr 1964).

## Bauwerke

### Brücken über die Saale
Wichtige Flussüberquerungen sind:

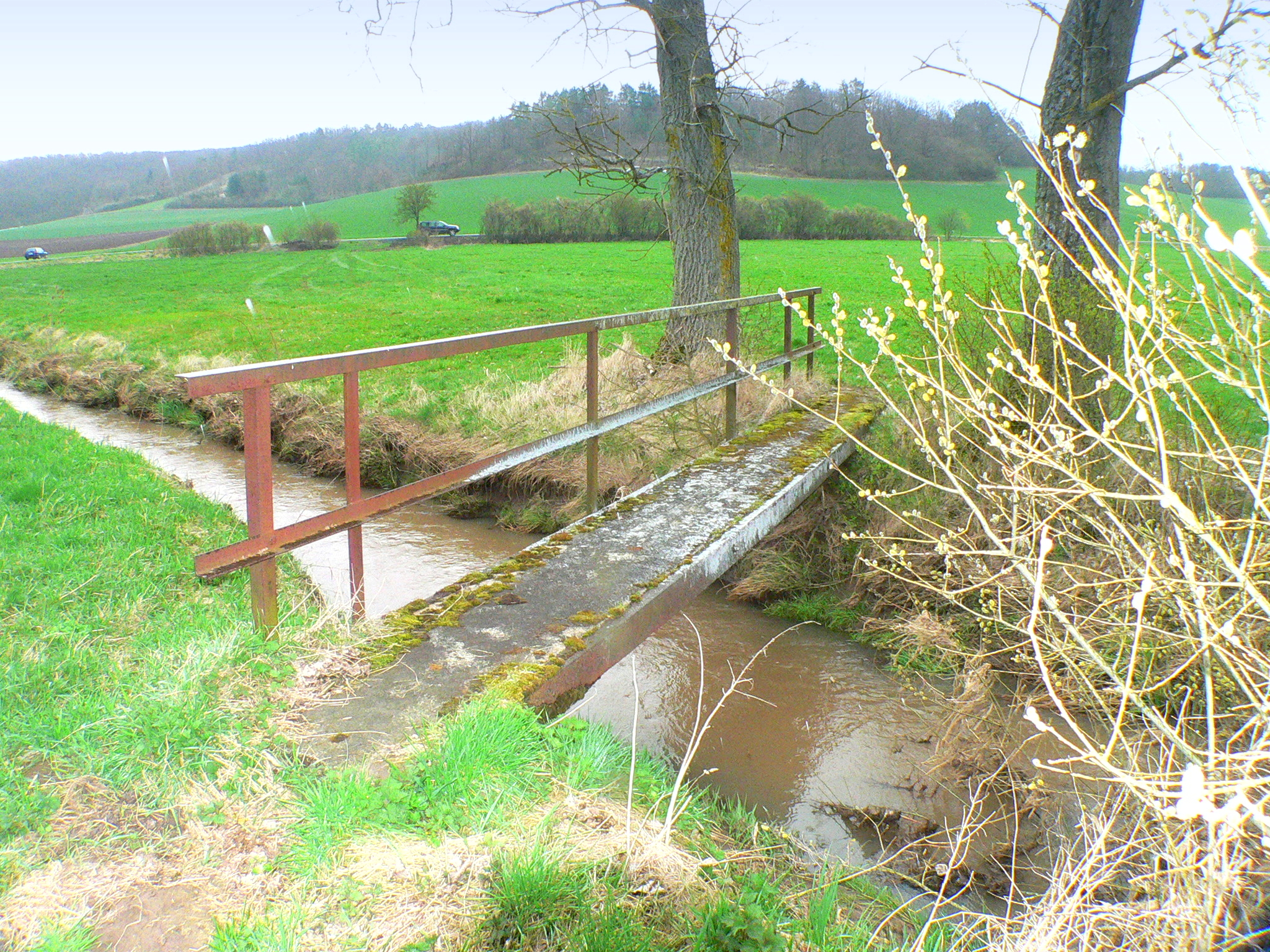
Fußgängersteg über die junge Saale bei Untereßfeld

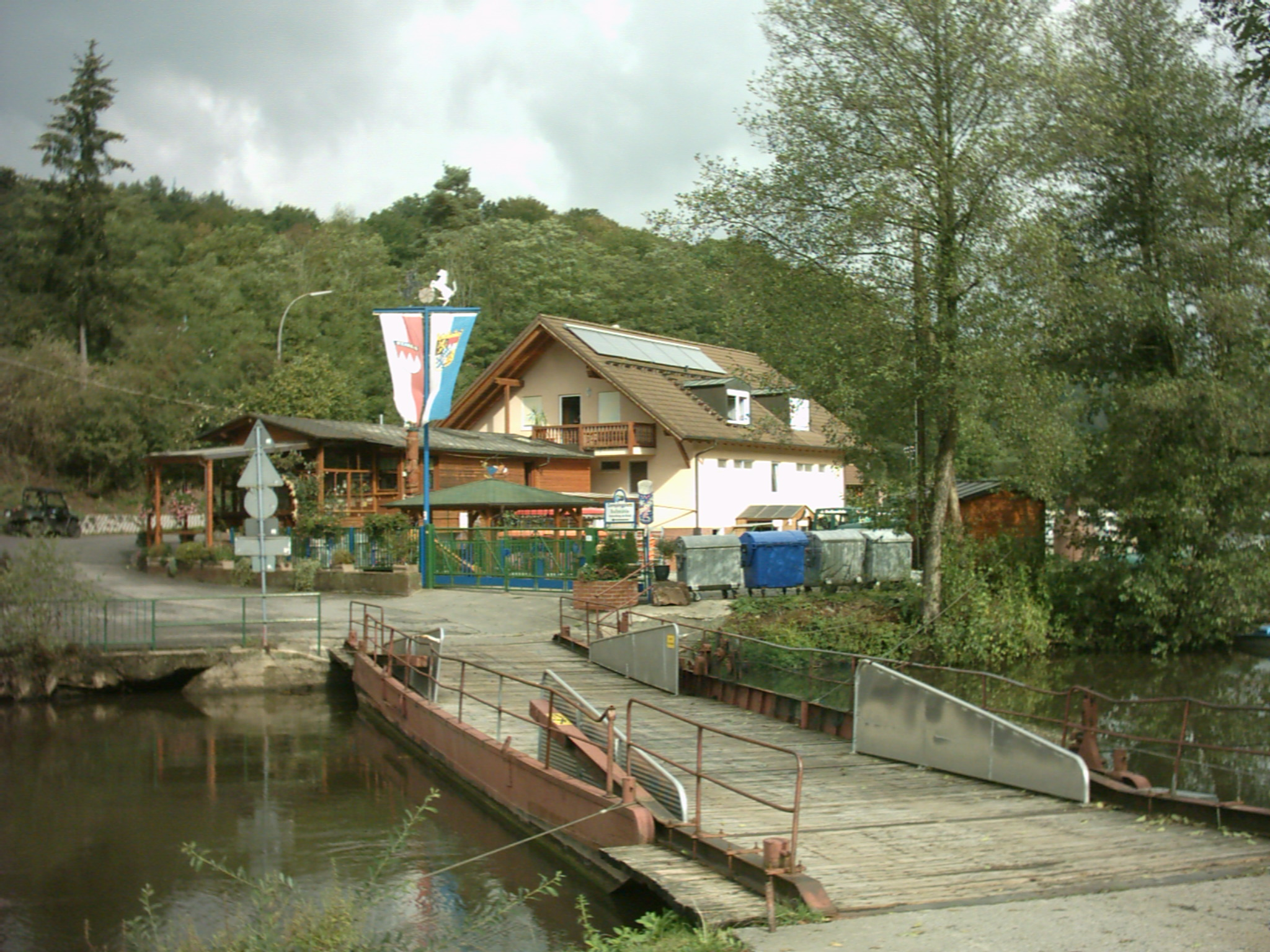
Pontonbrücke über die Fränkische Saale an der Roßmühle

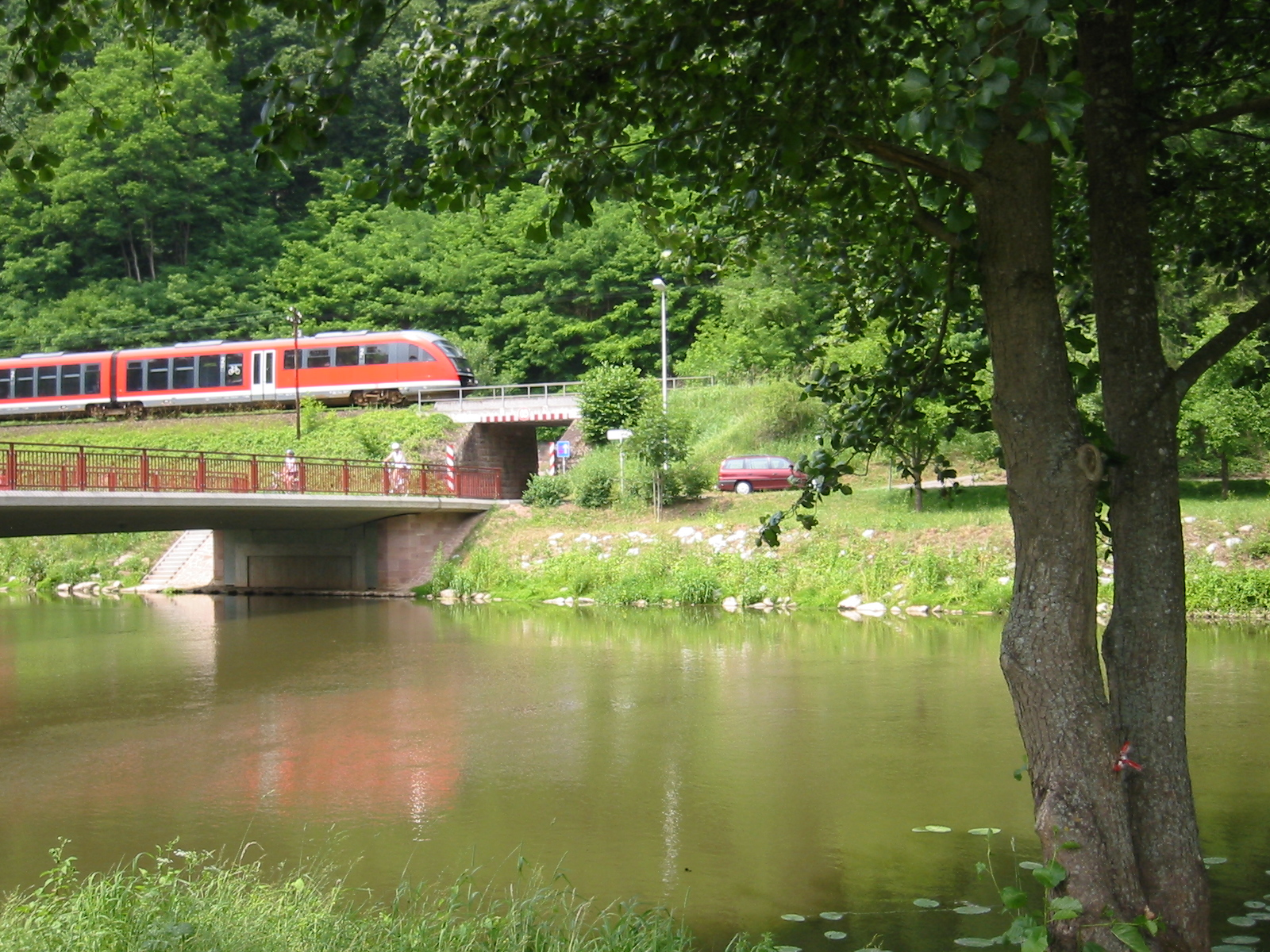
Saalebrücke bei Michelau an der Saale

- bei km 108,3 Autobahnbrücke der A 71 bei Hollstadt
- bei km 108,0 Straßenbrücke der B 279 bei Hollstadt
- bei km 99,8 Eisenbahnbrücke der Hauptstrecke Schweinfurt – Schmalkalden
- bei km 96,5 Straßenbrücke der B 19 bei Bad Neustadt
- bei km 60,4 Straßenbrücke in Bad Kissingen
- bei km 51,5 zwei Straßenbrücken bei Euerdorf
- bei km 48,0 Straßenbrücke in Aura die Groß- und Klein-Aura miteinander verbindet
- bei km 44,2 Eisenbahnbrücke der Bahnstrecke Gemünden–Bad Kissingen bei Trimberg
- bei km 41,5 Straßenbrücke am Ortsende von Elfershausen
- bei km 41,0 Autobahnbrücke der A 7 Kassel-Würzburg
- bei km 32,8 Straßenbrücke der B 287 in Hammelburg-Fuchsstadt
- bei km 29,8 Straßenbrücke der Umgehung Hammelburg
- bei km 26,4 Straßenbrücke in Hammelburg
- bei km 24,1 Straßenbrücke in Diebach
- bei km 20,0 Straßenbrücke in Morlesau
- bei km 17,1 Ponton-Brücke Roßmühle bei Weickersgrüben
- bei km 15,0 Straßenbrücke in Michelau
- bei km 9,8 Straßenbrücke bei Schonderfeld
- bei km 7,9 historische Straßenbrücke in Wolfsmünster
- bei km 4,0 Fußgängersteg bei Kloster Schönau
- bei km 0,6 zwei Straßenbrücken in Gemünden
- bei km 0,1 Eisenbahnbrücke der Bahnstrecke Würzburg–Aschaffenburg in Gemünden

#### Die Saalebrücke bei Hammelburg
Bis zum Bau der Saalebrücke 1121 ermöglichte nur eine Furt die Querung der Fränkischen Saale vor den Toren Hammelburgs. Die stark befestigte, zum Gebiet des Klosters Fulda gehörende Stadt kontrollierte die dort verlaufende wichtige Fernstraße von Italien über Augsburg, Schwaben, Würzburg, nach Kassel sowie in die Niederlande und zu den Nordseehäfen. In der Mitte der fünfbogigen steinernen Brücke stand als Vorposten ein Wehrturm. Ein weiteres Bollwerk, das am linken Saaleufer aufragende Schloss Saaleck, ebenfalls zu Hammelburg gehörend, schützte den Übergang von Süden her. Ohne Erfolg versuchten die Truppen des Würzburger Fürstbischofs Hermann I. von Lobdeburg mehrmals in den Jahren 1224 bis 1265 Saaleck, Brücke und Stadt einzunehmen. Auch weitere Versuche seiner Nachfolger schlugen fehl. Dieser Streit endete erst nach gut zweihundert Jahren durch ein Mandat des Kaisers Maximilian und endgültig durch einen Entscheid des Reichskammergerichts von 1552 zu Gunsten Fuldas. Die Regelungen hatten bis zur Eingliederung Hammelburgs in das Königreich Bayern 1816 Bestand. Danach wurde der Torturm auf der Saalebrücke geschleift.
1945, am Ende des Zweiten Weltkriegs, sprengten deutsche Pioniere Teile der romanischen Bogenbrücke. Die Schäden unterbrachen zwar den Verkehr, waren aber nicht so schwerwiegend, als dass die Brücke nicht hätte wiederhergestellt werden können. Stattdessen wurden die Reste des historischen Bauwerks entfernt und im Jahr 1952 ein Neubau in Stahlbetonbauweise ausgeführt. In elegantem Bogen schwingt sich seitdem die Nachfolgebrücke vor Hammelburg über die Saale.

### Burgen und Schlösser

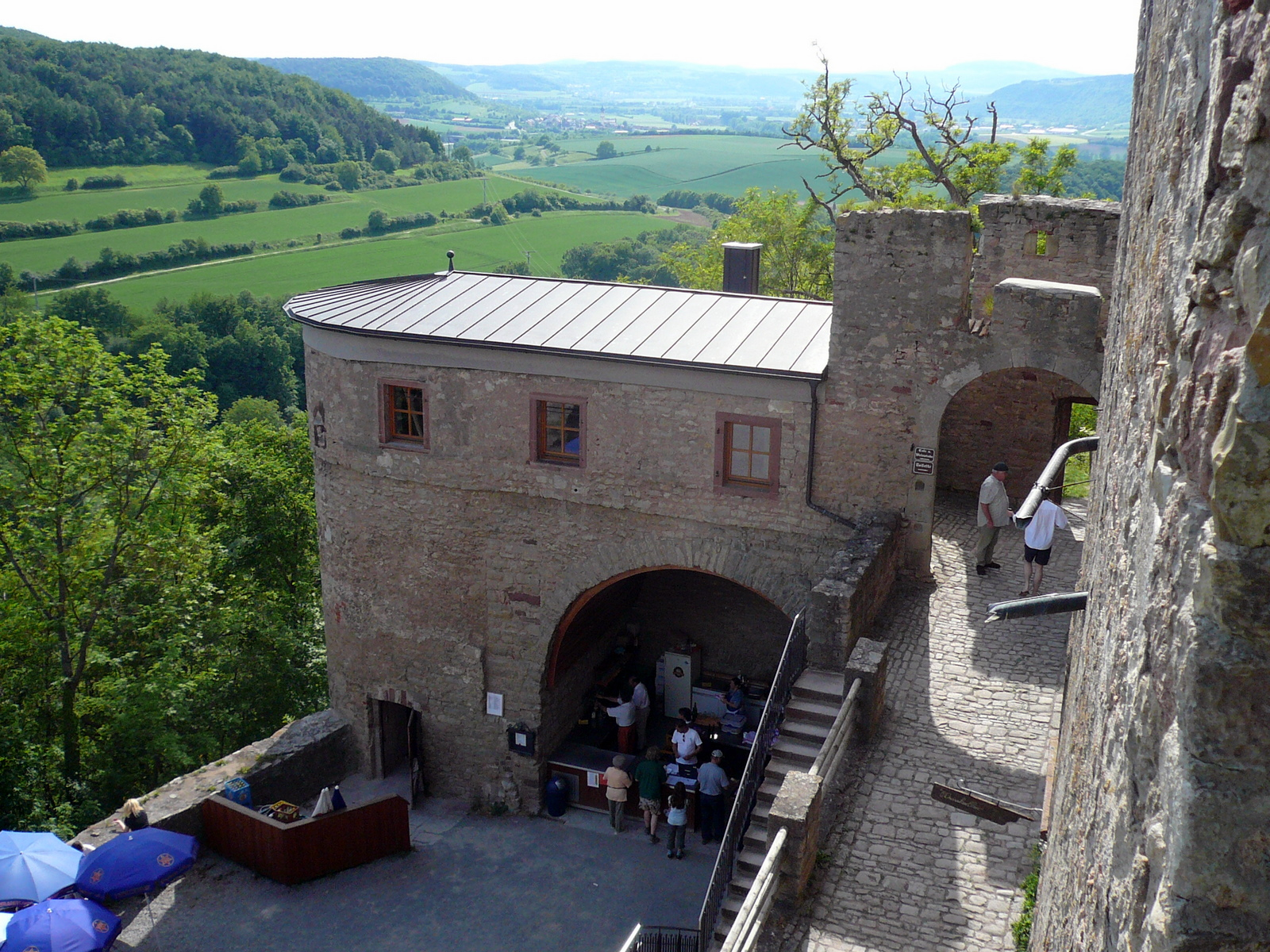
Blick über die Trimburg ins Saaletal

An der Saale liegen einige sehenswerte Schlösser und Burgen:
- Alsleben – Alte Burg
- Aussichtspunkt Berghäuschen – bei Ipthausen  Bad Königshofen
- Bad Königshofen – Alte Festung
- Schloss in Neuhaus – ehemaliger Schlosspark, heute Kurpark Bad Neustadt
- Die Salzburg bei Bad Neustadt
- Ruine Steineck bei Roth an der Saale
- Altes und Neues Schloss in Steinach an der Saale
- Schloss Aschach in Aschach
- Burgruine Botenlauben bei Bad Kissingen
- Eiringsburg bei Bad Kissingen
- Die Ruine Aura oberhalb von Aura an der Saale
- Die Trimburg oberhalb von Trimberg
- Das Rote Schloss in Hammelburg
- Schloss Saaleck oberhalb von Hammelburg
- Schloss Arnstein bei Morlesau
- Burg Kilianstein auf dem Sodenberg
- Thüngensches Schloss in Wolfsmünster
- Die Scherenburg in Gemünden

### Stauwehre

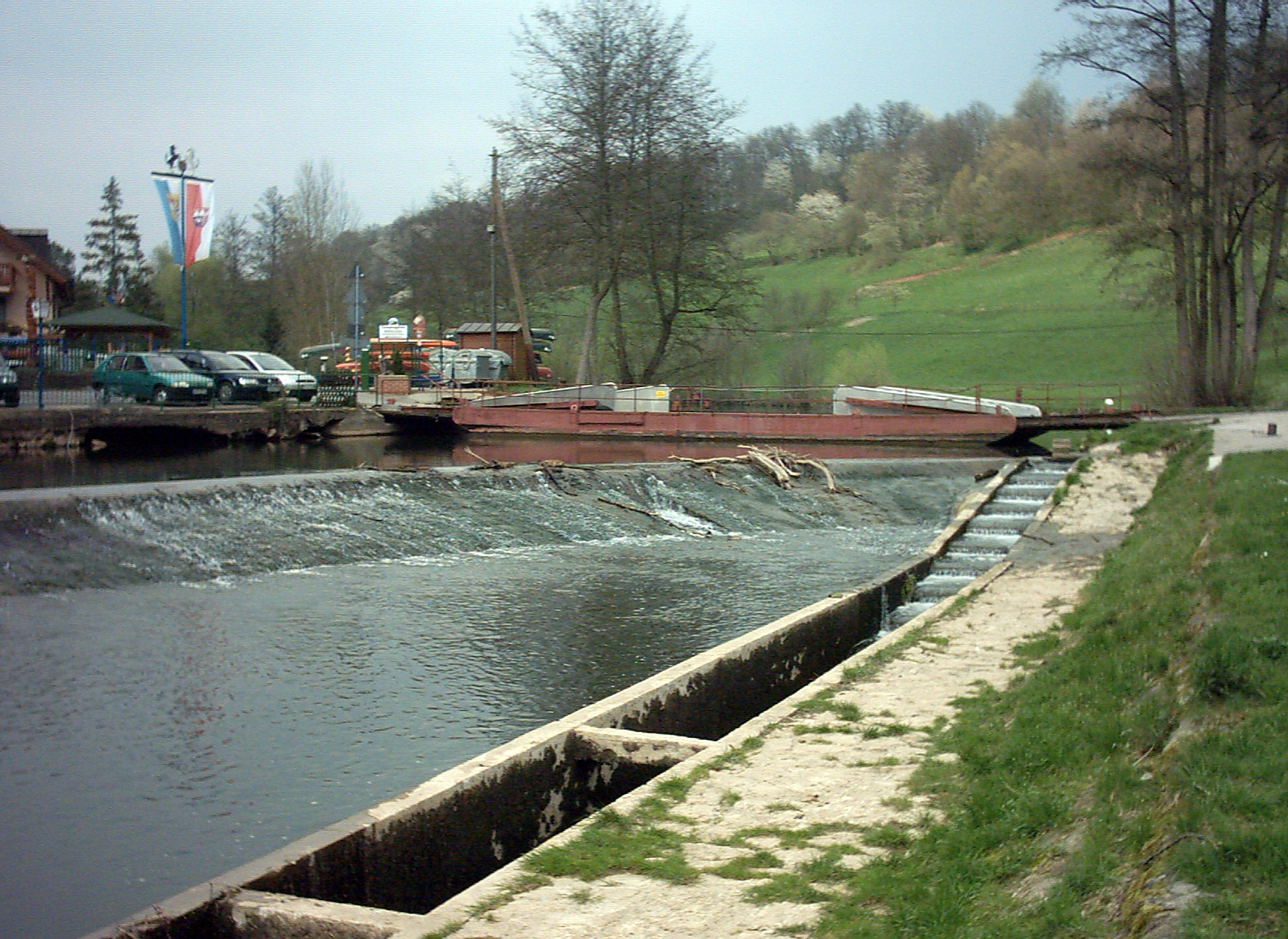
Stauwehr an der Roßmühle mit Fischtreppe

Zahlreiche Stauwehre finden sich im Lauf der Fränkischen Saale, ursprünglich gebaut, um Wassermühlen anzutreiben, heute teilweise zur Stromerzeugung genutzt. Alle Wehre sind mit Fischtreppen versehen:
- bei km 58,5 Wehr bei Bad Kissingen
- bei km 50,5 Wehr Karwinkelsmühle
- bei km 48,0 zwei Wehre bei Aura
- bei km 43,8 Wehr bei Trimberg
- bei km 41,9 Wehr Saalemühle bei Elfershausen
- bei km 38,5 Wehr bei Langendorf
- bei km 37,7 Wehr bei Westheim
- bei km 36,8 Wehr Fuchsstätter Mühlen
- bei km 29,1 Wehr Herrenmühle Hammelburg
- bei km 28,1 Wehr ehemaliges Kraftwerk des Klosters Altstadt (Hammelburg)
- bei km 27,6 Wehr Schloss Saaleck
- bei km 24,1 Wehr Rödermühle, Diebach, Kraftwerk
- bei km 22,5 Wehr Neumühle, Kraftwerk
- bei km 17,0 Wehr Roßmühle, Kraftwerk
- bei km 7,7 Wehr Wolfsmünster
- bei km 4,0 Wehr Kloster Schönau
- bei km 1,5 Wehr Gemünden (verfallen)

## Die Bahnstrecke
Entlang des Unterlaufs der Fränkischen Saale verläuft die Bahnstrecke Gemünden–Bad Kissingen. Am Oberlauf gab es bis 1997 die Bahnstrecke Bad Neustadt–Bad Königshofen.

## Freizeit und Erholung

### Wandern
Entlang der Fränkischen Saale verlaufen einige Rhönrundwege und Hauptwanderwege des Rhönklubs. Der längste Fernwanderweg in der Rhön, der Main-Werra-Weg, führt durch das Saaletal über Bad Kissingen bis Vacha an die Werra. Der Karolingerweg führt von Karlburg an der Fränkischen Saale entlang bis Bad Königshofen.

### Wasserwandern
Trotz der vielen Wehre ist die Fränkische Saale bei Kanufahrern als langsam fließender und verträumter Wanderfluss beliebt. Sie darf von Bad Neustadt bis Gemünden mit wenigen Einschränkungen befahren werden. Es besteht ein Nachtfahrverbot vom 1. März bis 31. Juli in der Zeit von 18:00 Uhr bis 7:00 Uhr, ansonsten in der Zeit von 21:00 Uhr bis 07:00 Uhr. Boote dürfen höchstens vier Plätze haben, nicht länger als 6,00 Meter und nicht breiter als 1,10 Meter sein. Rafting, Floßfahrten und das Zusammenkoppeln von Booten sind nicht erlaubt. Es besteht Anzeigepflicht für organisierte gewerbliche Bootsveranstaltungen. Die Wehre sind bis auf wenige Ausnahmen nicht befahrbar und müssen umtragen werden.

### Fahrradtourismus
Entlang der Fränkischen Saale führt ein Radwanderweg, mit insgesamt 128 km Streckenlänge. Er führt von Alsleben bis Gemünden zumeist auf ruhigen Wegen in direkter Nähe zur Saale und wird für Familien besonders empfohlen.